# المجارين (إب)

تعديل مصدري - تعديل

المجارين محلة تابعة لقرية الجرنين، التابعة لعزلة بلادشار بمديرية إب إحدى مديريات محافظة إب في الجمهورية اليمنية.، بلغ تعداد سكانها 119 حسب تعداد اليمن لعام 2004.